# 1000-km-Rennen von Mugello 1985

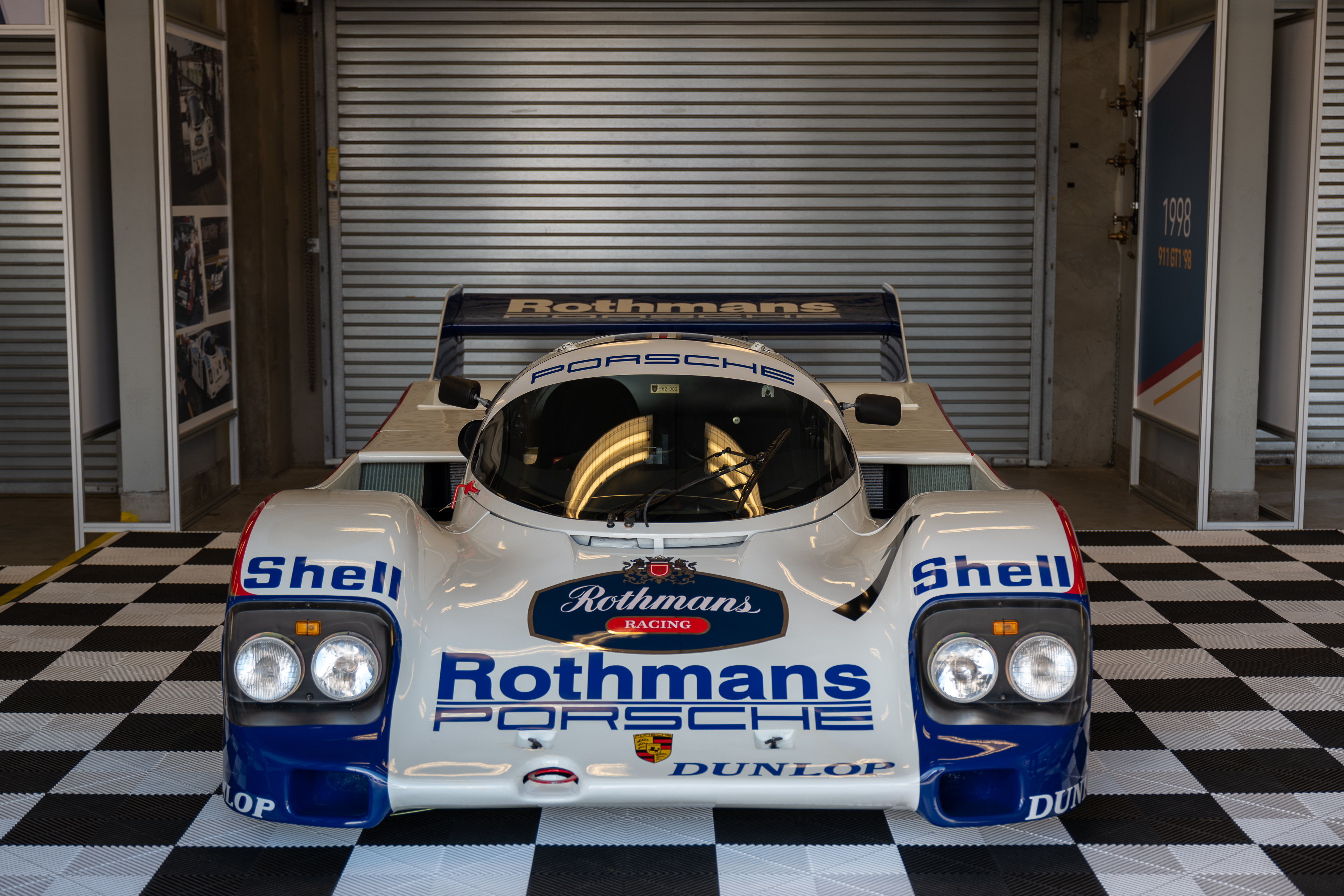
Porsche 926C, Siegerwagenmodell von Jacky Ickx und Jochen Mass

Das 1000-km-Rennen von Mugello 1985, auch 1000 km Mugello, fand am 14. April auf dem Autodromo Internazionale del Mugello statt und war der erste Wertungslauf der Sportwagen-Weltmeisterschaft dieses Jahres.

## Das Rennen
In Mugello begann die Sportwagen-Weltmeisterschaft 1985, wie die Vorjahressaison geendet hatte; mit einem Gesamtsieg eines Rennwagens der Porsche-Werksmannschaft. Nach knapp 6 Stunden Fahrzeit siegten Jacky Ickx und Jochen Mass im neuen Porsche 962C mit einer halben Minute Vorsprung auf Marc Surer und Manfred Winkelhock im Kremer-962C.

## Ergebnisse

### Schlussklassement
| 1               | C1  | 1   | Rothmans Porsche                | Jacky Ickx Jochen Mass                          | Porsche 962C    | 190 |
| 2               | C1  | 10  | Porsche Kremer Racing           | Marc Surer Manfred Winkelhock                   | Porsche 962C    | 190 |
| 3               | C1  | 19  | Brun Motorsport                 | Stefan Bellof Thierry Boutsen                   | Porsche 962C    | 189 |
| 4               | C1  | 5   | Martini Racing                  | Bob Wollek Mauro Baldi                          | Lancia LC2-85   | 186 |
| 5               | C1  | 11  | Porsche Kremer Racing           | George Fouché Klaus Ludwig Gianni Mussato       | Porsche 956B    | 184 |
| 6               | C1  | 26  | Obermaier Racing Team           | Mike Thackwell Hervé Regout Jürgen Lässig       | Porsche 956     | 179 |
| 7               | C2  | 70  | Spice Engineering               | Ray Bellm Gordon Spice                          | Spice-Tiga GC85 | 174 |
| 8               | C2  | 80  | Carma FF                        | Carlo Facetti Martino Finotto Guido Daccò       | Alba AR2        | 161 |
| 9               | C2  | 90  | Jens Winther Denmark            | Lars-Viggo Jensen Jens Winther                  | URD C83         | 159 |
| 10              | GTX | 155 | Vittorio Coggiola               | Vittorio Coggiola Livio Bertuzzi Gianni Giudici | Porsche 935     | 158 |
| 11              | B   | 151 | Helmut Gall                     | Helmut Gall Axel Felder                         | BMW M1          | 154 |
| 12              | C2  | 88  | Ark Racing                      | David Andrews Chris Ashmore Max Payne           | Ceekar 83J-1    | 152 |
| 13              | C2  | 98  | Roy Baker Promotions            | Paul Smith Dudley Wood Jeremy Rossiter          | Tiga GC284      | 135 |
| Disqualifiziert |     |     |                                 |                                                 |                 |     |
| 14              | C1  | 2   | Rothmans Porsche                | Derek Bell Hans-Joachim Stuck                   | Porsche 962C    | 186 |
| Ausgefallen     |     |     |                                 |                                                 |                 |     |
| 15              | C1  | 4   | Martini Racing                  | Riccardo Patrese Alessandro Nannini             | Lancia LC2-85   | 113 |
| 16              | C1  | 18  | Brun Motorsport                 | Oscar Larrauri Massimo Sigala                   | Porsche 956     | 101 |
| 17              | C1  | 23  | Cheetah Automobiles Switzerland | Bernard de Dryver Gianfranco Brancatelli        | Cheetah G604    | 20  |
| Nicht gestartet |     |     |                                 |                                                 |                 |     |
| 18              | C1  | 20  | Brun Motorsport                 | Walter Brun Leopold von Bayern                  | Porsche 956B    | 1   |
| 19              | C1  | 1T  | Rothmans Porsche                | Derek Bell Hans-Joachim Stuck                   | Porsche 956     | 2   |

1 Unfall im Training
2 Ersatzwagen

### Nur in der Meldeliste
Hier finden sich Teams, Fahrer und Fahrzeuge, die ursprünglich für das Rennen gemeldet waren, aber aus den unterschiedlichsten Gründen daran nicht teilnahmen.
| Pos. | Klasse | Nr. | Team                | Fahrer                                              | Chassis         |
| ---- | ------ | --- | ------------------- | --------------------------------------------------- | --------------- |
| 20   | C1     | 7   | Joest Racing        | Paolo Barilla Henri Pescarolo                       | Porsche 956B    |
| 21   | C1     | 8   | Joest Racing        | Louis Krages                                        | Porsche 956     |
| 22   | C1     | 14  | GTi Engineering     | Jonathan Palmer Jan Lammers                         | Porsche 956 GTi |
| 23   | C2     | 75  | ADA Engineering     | Ian Harrower                                        | Gebhardt JC843  |
| 24   | C2     | 81  | Carma FF            |                                                     | Alba AR2        |
| 25   | C2     | 82  | Grifo Autoracing    | Paolo Giangrossi Pasquale Barberio Maurizio Gellini | Alba AR3        |
| 26   | C2     | 97  | Strandell Motors    | Stanley Dickens Martin Schanche                     | Strandell 85    |
| 27   | C2     | 102 | Martin Wagenstetter | Martin Wagenstetter Kurt Hild                       | Lotec C302      |
| 28   | C2     | 105 | AK Donit Olimpia    | Francy Jeranćić Drogo Bozic                         | Lola T600       |

### Klassensieger
| Klasse | Fahrer            | Fahrer         | Fahrer         | Fahrzeug        | Platzierung im Gesamtklassement |
| ------ | ----------------- | -------------- | -------------- | --------------- | ------------------------------- |
| C1     | Jacky Ickx        | Jochen Mass    |                | Porsche 962C    | Gesamtsieg                      |
| C2     | Ray Bellm         | Gordon Spice   |                | Spice-Tiga GC85 | Rang 7                          |
| B      | Helmut Gall       | Axle Felder    |                | BMW M1          | Rang 11                         |
| GTX    | Vittorio Coggiola | Livio Bertuzzi | Gianni Giudici | Porsche 935     | Rang 10                         |

### Renndaten
- Gemeldet: 28
- Gestartet: 17
- Gewertet: 13
- Rennklassen: 4
- Zuschauer: 15.000
- Wetter am Renntag: wolkig und trocken
- Streckenlänge: 5,245 km
- Fahrzeit des Siegerteams: 5:59:52,210 Stunden
- Gesamtrunden des Siegerteams: 190
- Gesamtdistanz des Siegerteams: 996,550 km
- Siegerschnitt: 166,152 km/h
- Pole Position: Riccardo Patrese – Lancia LC2-85 (#4) – 1:39,070 = 190,593 km/h
- Schnellste Rennrunde: Riccardo Patrese – Lancia LC2-85 (#4) – 1:45,790 = 178,486 km/h
- Rennserie: 1. Lauf zur Sportwagen-Weltmeisterschaft 1985